# Am Laurenzihof
Koordinaten: 49° 54′ 54″ N, 8° 10′ 10″ O
Das Naturschutzgebiet Am Laurenzihof liegt im Landkreis Mainz-Bingen in Rheinland-Pfalz. Das etwa 13 ha große Gebiet, das im Jahr 1990 unter Naturschutz gestellt wurde, erstreckt sich innerhalb des Landschaftsschutzgebietes „Selztal“ nordwestlich der Ortsgemeinde Nieder-Olm entlang der Selz. Unweit südlich verläuft die Landesstraße L 413, östlich verläuft die A 63.